# Ministero delle infrastrutture e della gestione delle risorse idriche
Il Ministero delle infrastrutture e della gestione delle risorse idriche (in olandese: Ministerie van Infrastructuur en Waterstaat, I&W) è il ministero dei Paesi Bassi responsabile per i trasporti, l'aviazione, la politica abitativa, i lavori pubblici, la pianificazione del territorio, la gestione del territorio e la gestione delle risorse idriche. Il Ministero è stato creato nel 2010 come Ministero delle Infrastrutture e dell'Ambiente in seguito alla fusione tra il Ministero dei trasporti e della gestione delle risorse idriche e il Ministero dell'edilizia abitativa, dell'assetto territoriale e dell'ambiente. Nel 2017 il Ministero è stato rinominato Ministero delle infrastrutture e della gestione delle risorse idriche e le responsabilità in materia di politica ambientale e politica sui cambiamenti climatici sono state trasferite al Ministero degli affari economici.
Il ministro delle Infrastrutture e delle risorse idriche (in olandese: Minister van Infrastructuur en Waterstaat) è a capo del ministero e membro del gabinetto dei Paesi Bassi. L'attuale ministro è Cora van Nieuwenhuizen, che è in carica dal 26 ottobre 2017.

## Organizzazione
Il ministero ha due agenzie governative e tre direzioni:
| Agenzie governative | Agenzie governative                             | Agenzie governative                                            | Agenzie governative | Responsabilità                                           |
| ------------------- | ----------------------------------------------- | -------------------------------------------------------------- | ------------------- | -------------------------------------------------------- |
|                     | Ministry of Infrastructure and Water Management | Rijkswaterstaat                                                | RWS                 | Infrastruttura pubblica • Gestione delle risorse idriche |
|                     | Ministry of Infrastructure and Water Management | Istituto meteorologico (in olandese: Meteorologisch Instituut) | KNMI                | Previsione meteorologica                                 |

- Direzione per la mobilità ei trasporti (DGB)
- Direzione per lo sviluppo territoriale e gli affari idrici (DGRW)
- Direzione per la conoscenza, l'innovazione e la strategia